# Karneval v Barranquillu
Karneval v Barranquillu (špansko Carnaval de Barranquilla) je eno najpomembnejših folklornih praznovanj v Kolumbiji in eden največjih karnevalov na svetu. Karneval ima tradicije, ki segajo v 19. stoletje. Štiri dni pred Velikim tednom Barranquilla sprejme domače in tuje turiste, ki se pridružijo prebivalcem mesta in uživajo v štirih dneh intenzivnega praznovanja. Med karnevalom so običajne dejavnosti Barranquilla odložene, saj je mesto zaposleno z uličnimi plesi, glasbenimi in maškaradnimi paradami. Karneval v Barranquillu vključuje plese, kot so španski paloteo (plesi s palicami in trakovi), afriški soukous (izhaja iz kongovske rumbe v 1960-ih, priljubljenost pa je pridobila v 1980-ih v Franciji) in avtohtone mico y micas. Izvajajo se tudi številni slogi kolumbijske glasbe, najbolj izstopa kolumbijska cumbia, inštrumenti pa so bobne in pihala. 
Kolumbijski nacionalni kongres je leta 2002 razglasil karneval v Barranquillu za kulturno mojstrovino naroda. Tudi UNESCO ga je v Parizu 7. novembra 2003 razglasil za eno od mojstrovin ustne in nesnovne dediščine človeštva in to v letu kraljice Olge Lucie Rodriquez.
Karneval se začne v soboto pred Pepelnično sredo z bitko rož (La Batalla de Flores), ki velja za eno glavnih dejavnosti. Potem je Velika parada (La Gran Parada) v nedeljo in ponedeljek v znamenju festivala orkestrov s karibskimi in latino zasedbami. Torek označuje konec karnevala, ki ga napoveduje pokop Joselita Carnavala, za katerim vsi žalujejo.
Karnevalski slogan Barranquilla je: Tisti, ki ga živijo, so tisti, ki uživajo (Quien lo vive, es quien lo goza).

## Zgodovina
Zelo malo je znanega o tem, kako in zakaj se je ta karneval začel. Obstaja veliko teorij; najbolj priljubljeno prepričanje je, da je karneval dobrodošlica pomladi ter praznovanje rojstva in prenove. Karneval izvira iz kombinacije poganskih obredov, katoliških verovanj in etnične raznolikosti ter je mešanica evropske, afriške in indijanske tradicije, plesov in glasbe. Sprva je bil praznik za sužnje, nato pa je postal praznik regije.
Lokalna verovanja segajo 7 stoletij nazaj in je znano, da so veliko tradicij v Ameriko prinesli Španci in Portugalci. Prvi opazen datum v zgodovini karnevala je leto 1888, ko se je v dokumentirani zgodovini karnevala pojavil lik, znan kot kralj Momo. Leta 1903 je bila zabeležena prva znana bitka cvetja, očitno zato, da bi si povrnili dolgo izgubljeno pustno tradicijo, petnajst let pozneje pa je bila za predsedovanje praznovanju karnevala izbrana prva kraljica karnevala v Barranquillu, ki je bila leta 1923  institucionalizirana. V letih, ki so sledila, se je karneval povečal in tudi tradicije, vključno z integracijo velike parade.

### Kronologija
- 1888: kralj Momo se je pojavil kot eden od glavnih likov.
- 1899: Izvoljen je bil prvi predsednik karnevala in prvi upravni odbor.
- 1903: prva parada bitke cvetja (špansko Batalla de las Flores) (zaradi pobude Heriberta Bengoechee, da bi obnovil pustno tradicijo prejšnjih let, pa tudi za praznovanje konca tisočdnevne vojne (šp. : Guerra de los Mil Dias)
- 1918: Alicia Lafaurie Roncallo izvoljena za prvo kraljico karnevala.
- 1923: Karneval je bil institucionaliziran, saj je bilo tekmovanje za kraljico odpovedano za preteklih 5 let.
- 1967: Uvedena je bila prireditev Velika parada. Zdaj poteka drugi dan karnevala, običajno ob nedeljah.
- 1969: Ustanovljen je bil Festival orkestrov, ki je glasbeno tekmovanje različnih žanrov.
- 1974: na pobudo Esther Forero se je zgodila prva Guacherna. Guacherna se zdaj praznuje prejšnji teden v petek, preden se karneval uradno začne.
- 2002: kolumbijski senat je karneval razglasil za nacionalno kulturno dediščino
- 2003: Karneval je UNESCO 7. novembra razglasil za eno od mojstrovin ustne in nesnovne dediščine človeštva.

## Pred karnevalom
Praznovanje, ki ga vodita tako kraljica karnevala kot lani izvoljeni Momo kralj, se neuradno začne takoj po silvestrovanju. Predkarnevalske prireditve se uradno začnejo z Lectura del Bando (Branje pustnega razglasa), sledi la toma de la ciudad (Prevzem mesta), kronanje pustne kraljice in kralja Momo, parada otrok, gejevska parada in končno La Guacherna, nočna parada, ki velja za najpomembnejši dogodek pred karnevalom.

### Branje pustnega razglasa
Branje pustnega razglasa je eden najpomembnejših predpustnih dogodkov v Barranquilli, saj uradno pomeni začetek predpustnih karnevalov. V tem dejanju, ki se tradicionalno odvija na trgu La Paz, aktualni župan Barranquille simbolično podeli ključe mesta kraljici karnevala in ji s tem "odstopi" svojo moč, dokler traja karnevalska sezona. Ta razglas je mogoče razumeti kot "odlok", razdeljen na odstavke, ki pojasnjuje, kaj je dovoljeno in kaj prepovedano spremljevalcem v času praznovanja. Vsak odstavek vključuje nedavne in osupljive dogodke v mestu, ki spodbujajo veselje. Kraljica ga javno prebere med folklornim dejanjem ob spremljavi Momo kralja, otroških kraljev in razstav folklornih plesnih skupin.

### Kronanje kraljice karnevala
Izvajajo ga v četrtek na parado Bitke cvetja. Med tem dejanjem prejšnja kraljica karnevala okrona novo kraljico karnevala, sredi zabave, polne plesa in glasbe. Trenutno poteka na stadionu Romelio Martinez. Kljub temu pa kronanje sega v leto 1918, ko je bila v izginulem klubu Barranquilla okronana prva kraljica karnevala Alicia Lafaurie Roncallo. Odkar se je ohranila tradicija volitev kraljice karnevala med mladimi mestnimi ženskami, kar je postalo običajno videti, brati in slišati, kako se je krona vrtela le med nekaj družinami: Gerlein, Donado, Vengoechea, Lafaurie ali Abuchaibe. Ta tradicija je predvsem zato, ker velik del izdatkov, na primer tistih v zvezi z obleko, ki jo je nosila kraljica ob kronanju, plača kraljičina družina. To je bilo nedvomno kritizirano, saj mlade ženske, ki niso iz višjega razreda, si zaradi astronomsko visokih vsot denarja, ki stanejo biti kraljica karnevala, ne morejo prizadevati za naslov kraljice. Kljub temu je po uradni razpisni izjavi za pustno kraljico okronana kandidatka tista, ki izkazuje odlične plesne sposobnosti, karizmo in pustni duh 11 članom pustnega sveta, ki se zasebno sestajajo letno in izvolijo kraljico šest mesecev pred začetkom. karnevala.
Karnevalska oddaja pa je maraton plesnih slogov, ki je sčasoma postala najzahtevnejša preizkušnja za kraljico karnevala, saj mora kraljica pusta pokazati svoje plesno znanje z gracioznim plesom nešteto glasbenih zvrsti, kot so npr. kot cumbia, salsa, merengue, champeta, mapalé ipd. To oddajo spremljajo člani nekaterih najpomembnejših plesnih skupin, ki sodelujejo na pustu, ter domači in mednarodni pevci, kot je dominikanec Juan Luis Guerra, ki se je udeležil pustnega karnevala 2014. Med tem dogodkom je predstavljena tudi uradna pesem kraljice karnevala. Mimogrede, kraljico karnevala običajno izberejo oktobra, da ima dovolj časa za priprave na karneval.

### Otroška parada
Desfile del Carnaval de Los Niños je parada za otroke, v kateri sodelujejo šolske in skupnostne plesne skupine ter otroški kralji.

### La Guacherna
La Guacherna je nočna parada in velja za najpomembnejši dogodek pred karnevalom. Dogaja se zadnji petek pred začetkom pusta. V njem sodelujejo številne folklorne skupine, cumbiambe, tambore, preobleke pri soju sveč in ljudje z barvnimi lučkami.
La Guacherna se je neuradno začela že na začetku 20. stoletja v barrio Abajo. V njegovih začetkih, v predpustnih dneh, so ljudje klicali druge z igranjem na guache (tolkala, ki oddajajo podoben zvok kot maraca), da so naznanjali začetek plesa, ki so ga spremljali tambore in flauta de millo, pa tudi s svečami, da razsvetlijo noč in razveselijo okoliške ljudi. Leta 1974 se je ta tradicija obnovila po zaslugi pobude glasbene skladateljice Esthercite Forero, ki je skupaj z Alicio de Andréis dosegla, da jo je karnevalska uprava uvedla v pustni program. Ta parada formalno ni obstajala do tistega leta in je bila poimenovana kot La Guacherna po njeni ustvarjalki Esther Forero.
Zamisel o izvedbi takšne nočne parade na karnevalu v Barranquilli sega v noč leta 1958, ko je bila Esther Forero na nočni paradi v Santiagu de Cuba, zaradi česar je naslednje dni o tem povprašala med folkloristi in tako izvedela, da parada, imenovana La Conga Parade, je nastala po tem, ko so se skozi čas zbirale številne majhne skupine iz celotne province Santiago de Cuba. Nato se je spomnila, da njeno mesto, Barranquilla, v svojih karnevalih ni imelo nočne parade, zato se je takoj, ko se je vrnila v svoje mesto, odločila doseči, da bo izvedla podobno parado in ga nato poimenovala kot La Guacherna - to ime izvira iz spomina, ki ga je imela v otroštvu, ko so skupine cumbia šle na ulice, da bi vadile svoje ritme in bi ljudje v okolici rekli, da gre mimo Guacherna. Skratka, ta velika nočna parada je nastala leta 1974 in še vedno obstaja kot velika in svetla nočna parada.
Pesem insignije tega datuma je istoimenska pesem merengue La Guacherna, skladba Esthercite Forero, katere najbolj znana različica je dominikanke Milly Quezada.

## Dogodki
Karneval se praznuje štiri dni pred pepelnično sredo. Ljudje se pogosto zabavajo in se prikrijejo kot dejanje zabave in pomanjkanje zaviranja. V tem času se ljudje iz Barranquille in tujci, ki prihajajo v mesto, potopijo v skupno veselje, pijačo in ples.

### Sobotni karneval
Sobota pred pepelnično sredo je prvi cel dan pustnih aktivnosti. Praznovanje se odločno začne z bitko rož, ki je najpomembnejši in najbolj pričakovan dogodek. Gre za veliko povorko voz, ki jo vodi kraljica karnevala, sledijo pa folklorne skupine, maske, skupine cumbia in druge plesne skupine, zmagovalci zadnjih pustnih tekmovanj. To je lokalna različica Parade vrtnic v Pasadeni v Združenih državah. Bitka cvetja je najstarejša parada na karnevalu v Barranquillu in je bila prvič organizirana leta 1903 na pobudo generala Heriberta Artura Vengoechee. General, ki je iskal način, kako proslaviti konec dolge tisočdnevne vojne, ki je zahtevala na tisoče življenj. S tem dogodkom se je karneval nadaljeval, saj je bil od leta 1900 prekinjen.
Sprva je bila bitka rož sprehod po starem "Camellón Abello", zdaj Paseo de Bolívar, ki je odprl dve skupini ljudi, ki so jih oblikovali člani bogatih družin na kočijah, okrašenih s cvetjem. Zgodovinar in kronist Alfredo de la Espriella je prvo bitko rož opisal kot igro, v kateri sta se dve skupini ljudi soočili s streljanjem rož, plastičnih trakov za zabave in konfetov vzdolž nekaj milj dolge proge. Ta bitka se je končala z mirovno gesto, ko sta se obe skupini pomirili in odšli na praznovanje v gledališče Emiliano Vengoeachea. Uspeh je bil tolikšen, da se je ista bitka ponovila naslednje leto.
Poteka ob cesti 40 od leta 1991, potem ko je potekala ob aveniji Olaya Herrera, 43. ulici in Bolivar Boulevard. Vozovi so zdaj opremljeni z zvočniki in mednarodnimi in domačimi pevci, ki vabijo gledalce na praznovanje in ples. Čeprav so gledalci zdaj nastanjeni v palcos (boksih), od koder gledajo spektakel, so ga včasih gledali peš.

### Nedeljski karneval
To je drugi dan karnevala. Najpomembnejši dogodek, ki se izvaja na ta dan je Velika tradicija in folklorna parada (Gran parada de tradición y folclore).
Ta parada, ki jo običajno imenujemo velika parada, je bila uvedena leta 1967. V njej sodelujejo samo tradicionalne folklorne skupine, skupine cumbia in plesne skupine. Poteka tudi po aveniji Vía 40, vendar na njej ne sodelujejo vozovi. Ta parada prikazuje ples in glasbo v njihovem bolj tradicionalnem bistvu, saj v njej ni voz niti visokih zvočnikov. Za leto 2013 je bilo vključenih okoli 300 plesnih skupin. Plesne skupine, ki sodelujejo na tej paradi, so tiste, ki se imenujejo priljubljene plesne skupine, kot so Caimán Cienaguero, Negritas Puloy in druge kot tista hudičevih harlekinov. Glasba zato kaže tudi svojo najbolj konzervativno plat, to so cumbias, chandé - povezani s plesno skupino Garabato - in fandangos - povezani s plesno skupino Marimondas -, glasbene zvrsti, ki so najbolj slišane.

### Ponedeljkov karneval
To je tretji dan karnevala. Dva najpomembnejša dogodka, ki se izvajata na ta dan, sta Velika fantazijska parada in Festival orkestrov.
Velika fantazijska parada
Zato prikazuje inovativne koreografske mešanice, ki nihajo od najbolj tradicionalnih, preko lokalnega do mednarodnega, z mešanjem mednarodnih ritmov, kot so samba, salsa, reggaeton, champeta in elektronska glasba, z drugimi lokalnimi, kot so cumbia, porro, mapalé in merecumbé. Ta dogodek privablja nove predloge, ki iščejo prostor v pustnem karnevalu. Uspeh fantazijske plesne skupine bi lahko imel prenovljen pomen za sam karneval, ga obogatil in pomagal pri njegovem razvoju. Sčasoma je ta parada postala ena najbolj obiskanih prireditev karnevala.
Festival orkestrov
Gre za koncert številnih domačih in mednarodnih glasbenih ansamblov, ki je nastal leta 1969. Običajno se začne v ponedeljek zgodaj popoldne in traja do torka zjutraj. Na tem festivalu se sodelujoči glasbeni ansambli potegujejo za cenjeno nagrado Congo De Oro v različnih kategorijah. Vsaka glasbena zasedba bi morala praviloma izvesti tri skladbe in vsaj ena od njih naj bi bila po svoji vsebini posvečena mestu Barranquilla. Ta dogodek trenutno poteka na stadionu Romelio Martínez. Sledijo kategorije, v katerih se glasbeni ansambli potegujejo za nagrado Congo de Oro:
- Tropical. Splošni izraz, ki se nanaša na glasbene zasedbe tako s popularnim orkestrskim formatom kot s folklornim formatom, ki izvajajo tipične glasbene zvrsti iz karibske regije in karnevala Barranquilla, kot so cumbia, porro, fandango, chalupa, mapalé in drugi.
- Vallenato. Izraz, ki se nanaša na glasbene zasedbe, ki izvajajo Vallenato in njegove številne različice (paseo, son, merengue, puya, nove trende), ki jih igrajo s harmoniko, cajo (vrsta bobna) in guacharaca (tolkala) kot glavnimi inštrumenti.
- Salsa. Izraz se nanaša na glasbene zasedbe, ki izvajajo različne zahodnoindijske glasbene zvrsti, kot so son cubano, son montuno, pachanga, guaguancó, boogaloo, bomba, plena, mambo, ča-ča-ča, latino jazz in drugo.
- Merengue. Izraz se nanaša na glasbene ansamble, ki izvajajo glasbene zvrsti, ki prihajajo iz Dominikanske republike in Karibov, kot so merengue, house, ragga in druge.
- Urbana glasba. Izraz, ki se nanaša na glasbene zasedbe, ki izvajajo "nove sloge" urbane glasbe, kot so champeta, reggaetón, hip-hop, rap, dancehall in drugi.
- Reševanje naših. Splošni izraz, ki se nanaša na glasbene ansamble, ki izvajajo tipično folklorno glasbo, kot so cumbia, porro, fandango, chalupa, mapalé in druge.

Prav tako so podeljene posebne nagrade najboljšim instrumentalistom in najboljšim pevcem tekmovanja.

### Pustni torek
To je četrti in zadnji dan karnevala. Zaznamuje ga smrt Joselita Carnavala in označuje zaključek praznovanj. Kot zaključna izvedba dogodkov je pokop Joselito Carnavala organiziran po vsem mestu, lokalnega analoga priljubljeni španski tradiciji entierro de la sardina, ki se izvaja v Španiji, da bi zaključili karneval. Na ta dan po mestu potekajo številni smešni pokopi Joselita. Ta lik simbolizira veselje do karnevala. Pravijo, da se ta lik na pustno soboto »oživlja« in zadnji dan »umre«, utrujen in pijan, da bi ga spet oživeli za naslednji pust. Tako gre na tisoče ljudi iz Barranquille na ulice, da bi jokali za pokojnikom. Joselito Carnaval je lahko resnična oseba ali lutka, uporablja pa se za prevažanje v krsti ali raztegnjen, okrašen s cvetjem in obkrožen z jokajočimi vdovami – te jokajoče vdove so lahko moški, preoblečeni v ženske –. Poleg vdov lahko vidimo tudi druge like kot duhovnike in sirote. Negotov je izvor tega lika. Od leta 1999 fundacija Barranquilla Carnaval Foundation organizira natečaj Joselito se va con las cenizas, da bi spodbudil več skupin, da se pridružijo temu praznovanju in v katerem se po dolgem dnevu nagradi najboljši portret dneva in zmagovalna zasedba. Uradna skupina žalujočih vključuje aktualno kraljico karnevala in njene princeske, ki hodijo pred nastopi žalujočih v skupnosti, ki jih predstavljajo pred žirijo.
Ponoči se v soseski Abajo ali na trgu La Paz praznuje šaljivo srečanje, na katerem se recitirajo litanije s preprostimi verzi in njihovo značilno intonacijo z namenom komentiranja ali kritike aktualnih dogodkov.

## Prizorišča
Glavno prizorišče karnevala je Vía 40, ki je industrijska avenija, kjer potekajo Bitka cvetja (sobota), Velika parada (nedelja) in Velika fantazijska parada (ponedeljek). Druga prizorišča so cesta 17 (Parada kralja Momo), cesta 44 (Guacherna), stadion Romelio Martínez (Festival orkestrov, Kronanje kraljice), trg La Paz (branje razglasa), pa tudi odprti prostori in zaprte plesne sobe z živo glasbo, za dostop do katere je treba kupiti vstopnico. Večino parad si je mogoče ogledati brezplačno, za boljši razgled pa je dobro kupiti vstopnico za enega od sedežev na tribuni.

### Verbenas
So odprti prostori prostega dostopa, kjer lahko ljudje plešejo, jedo in uživajo ob različnih dejavnostih. Verbene so se domnevno pojavile že na začetku 20. stoletja, ko je bil obisk prijateljev v stanovanju običajna dejavnost. Lastnik rezidence bi moral te obiske presenečenja v celoti in brez zadržkov prevzeti kot točko srečanja za organizacijo zabave. Ta pustna plesna srečanja so bila običajna v srednjem višjem in višjem razredu in so bila razširjena dejavnost vse do uradnega pojava plesnih sob, ki so jih gostili nočni klubi in hoteli. Nekatere priljubljene verbene so:
- El Bambú, v soseski Olaya, .
- Polvorín, v soseski San José.
- Pleno Sol v soseski La Unión.
- La Gustadera, v soseski Las Nieves.
- La Puya loca, v soseski Los Pinos.

### Oslovske sobe
To so bile napol odprte sobe z brezplačnim dostopom, kjer so se ljudje srečevali, da bi plesali in uživali. To posebno, radovedno ime izvira iz dejstva, da so ljudje tik pred vstopom pustili svoje osle privezane na stebriček zunaj sobe.

## Glasba in ples
Glasba je sestavljena iz mešanice cumbia, porro, mapale, gaita, chandé, puya, fandango in fantastičnih merecumbés. To so primeri številnih slogov kolumbijske glasbe. To je zabava, ki zbira tradicijo, ki temelji na ustvarjalnosti kolumbijskih ljudi, ki se izraža v številnih oblikah plesa, glasbe in oblačenja različnih kostumov. Ta raznolikost ji daje značaj edinstvene zabave brez konkurence, v kateri so glavni protagonisti ljudje. Vsak ples, vsaka folklorna skupina in vsak običaj igrajo različne vloge, da postane najboljša predstava na svetu.
Karneval Barranquilla je večkulturen, raznolik in bogat z različnimi kulturnimi izrazi. Obstajajo tradicionalni plesi, koreografski plesi; comparsas (oblika žive glasbe), s katerimi se izražata koreografija in ustvarjalnost plesov; komedije, kot so litanije, so tradicionalno in folklorno ljudsko gledališče, to so tradicionalne skupine, ki pojejo v skupinah; te so lahko individualne ali kolektivne, strukturne in dramatične.

## Kostumi in plesi
Najbolj priljubljen kostum so Marimonde, to so figure s kapuco z dolgimi nosovi, nagnjenimi ušesi ter svetlimi hlačami in telovniki.
Druge tradicionalne noše so El Garabato, El Africano, Drácula, El Torito, El Congo, El Monocuco, Los Cabezones, Las Muñeconas in El Tigrillo. Vsak kostum nekaj predstavlja in izvira iz pristnosti, nekateri temeljijo na drugih kostumih po vsem svetu, večinoma pa imajo vsi kolumbijske korenine in imajo pomen posebej za barranquillere.
Karnevalski plesi so: La Cumbia, El Garabato, El Son de Negro, El Congo, El Mapalé, El Caiman, El Paloteo, El Gusano, Las Farotas, De Relacion in Las Pilanderas.
»Cumbia, dober primer fuzije indijskih, črnsko-belskih elementov, ki simulira dvorjenje para in je zanj značilna eleganca in subtilni gibi ženskih bokov v ritmu bobna in flavte.« Še en glavni ples je Garabato, ki predstavlja mistično bitko med življenjem in smrtjo. Congo v svojem gibanju predstavlja afriško tradicijo in tudi spomin na suženjstvo v Ameriki. 